# باو برازيل
باو برازيل بلدية في ولاية باهيا في المنطقة الشمالية الشرقية من البرازيل.